# Miraikan
Le musée national des Sciences émergentes et de l'innovation (日本科学未来館, Nippon Kagaku Mirai-kan), connu simplement sous le nom Miraikan (未来館, littéralement « musée du futur »), est un musée créé par la Japan Science and Technology Agency. Il est situé dans un nouveau bâtiment construit à cet effet dans le district d'Odaiba à Tokyo.
Miraikan est un lieu où l'on peut comprendre l'actualité scientifique et débattre de l'avenir. Outre des expositions permettant de découvrir la science et la technologie de manière concrète, Miraikan propose une programmation riche et variée, avec des cours et des conférences axés sur l'expérience. Les visiteurs peuvent ainsi découvrir les avancées technologiques actuelles, des questions du quotidien aux dernières technologies, en passant par l'environnement mondial, l'exploration spatiale et les sciences de la vie.